# Pedro Mateo Merino
Pedro Mateo Merino (Humanes de Mohernando, Guadalajara, 4 de diciembre de 1912 - Móstoles, Madrid, 19 de noviembre de 2000) fue un militar español, que llegó al grado de teniente coronel en el Ejército Popular de la República durante la guerra civil española y al de coronel en la Unión Soviética.

## Biografía
Hijo de campesinos, consiguió, no obstante, formarse en Madrid, donde estudió la carrera de Ciencias en la Universidad Central a falta del último curso, al producirse el golpe de Estado de julio de 1936 que dio lugar a la Guerra Civil.

### Guerra Civil
Inmediatamente se incorporó a la defensa de Madrid frente a la ofensiva de los sublevados. Debido a sus dotes de mando, no tardó mucho tiempo en mandar uno de los batallones de la 10.ª Brigada Mixta que mandaba Valentín González González "El Campesino". 
A mediados de 1937 pasó a mandar la 101.ª Brigada Mixta, una de las unidades de choque de la 46.ª División republicana. Al frente de la 101.ª BM tuvo un brillante papel durante las últimas fases de la batalla de Teruel, llegando a hacerse cargo de la comandancia militar de Teruel, ciudad que había quedado cercada por las tropas franquistas. Mateo Merino dirigió la resistencia republicana hasta los últimos momentos antes de la caída de Teruel, logrando evacuar de la ciudad a parte de la guarnición.
En abril de 1938 Mateo Merino lideró a la 46.ª División durante la defensa de Lérida, al ausentarse Valentín González del mando de esta.
Sin embargo, su papel más destacado en la guerra lo tuvo dentro del Ejército del Ebro, donde se le nombró mayor de la 35.ª División, integrada en el XV Cuerpo de Ejército al mando de Manuel Tagüeña. La 35.ª División estaba compuesta por unidades de las Brigadas Internacionales, concretamente la XI, XIII y XV Brigada. Al mando de la 35.ª División en la batalla del Ebro, ocupó la zona central de la ofensiva republicana tal como estaba diseñada por el general Rojo, cruzando el Ebro con dificultades por el transporte de las barcazas. Finalmente la división cruzó por Ascó al norte de Mora de Ebro, desalojando dos batallones fortificados de las tropas franquistas, ocupando La Fatarella y haciendo retroceder a la 50.ª División enemiga. Llegó a la venta de Camposines, tomando Corbera de Ebro y alrededores de Gandesa. Fue la división republicana que más avanzó en toda la batalla hacia el interior del territorio previamente controlado por las fuerzas franquistas. Tras pasar un tiempo en la retaguardia recuperándose (primera semana de agosto de 1938), regresó al frente y mantuvo sus posiciones alrededor de Corbera hasta la cuarta contraofensiva franquista, obligada a desplazarse al norte y volver a cruzar el Ebro al este de Fayón, siendo la última unidad republicana en retirarse.

### Periodo del exilio
Pedro Mateo hubo de marchar al exilio al finalizar la guerra. Un largo periplo lo llevó a Francia, Checoeslovaquia, Yugoslavia, Unión Soviética (URSS) y Cuba. Fue en estos dos últimos países donde más tiempo residió, licenciándose en la URSS en Ciencias Económicas. Alcanzó el grado de coronel en la URSS y trabajó como asesor para las  Fuerzas Armadas Revolucionarias de Cuba.
Pudo regresar a España en la década de 1970.